# جيش الطيران (تونس)

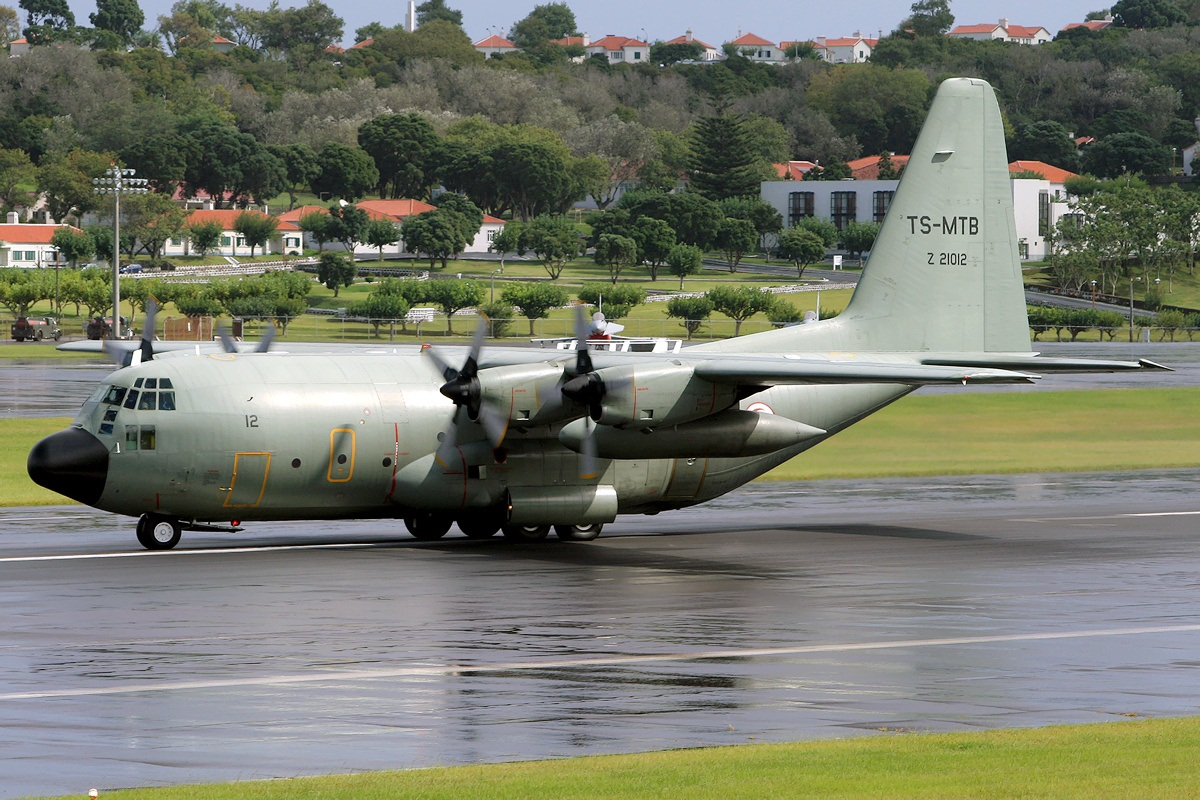
طائرة لوكهيد سي-130 هيركوليز تابعة لجيش الطيران التونسي.

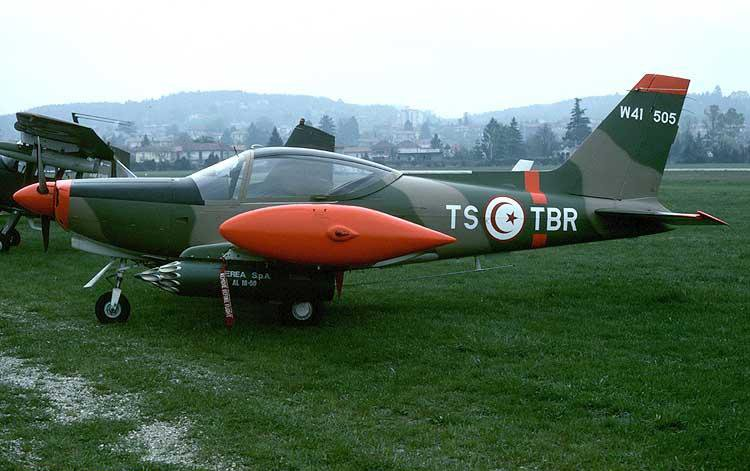
طائرة إرماتشي إس إف 260 تابعة لجيش الطيران التونسي.

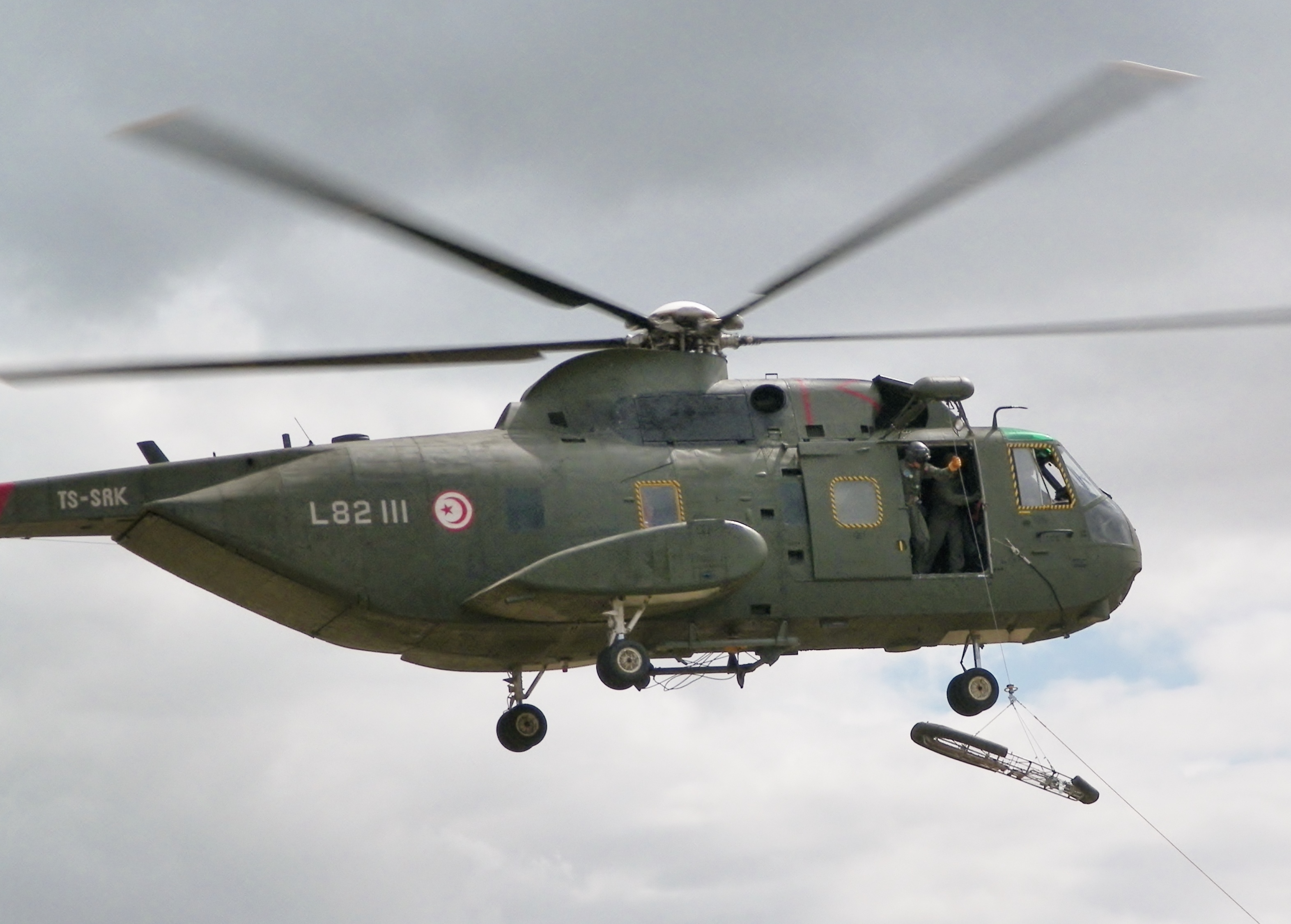
إحدى مروحيات جيش الطيران التونسي.

جيش الطيران، أو القوات الجوية التونسية هو سلاح الجو في الجمهورية التونسية، وأحد الفروع الأربعة للجيش الوطني التونسي. تم تأسيسه في 1959 إثر استقلال تونس عن فرنسا قبل ثلاث سنوات من قبل المقدم محمد الحبيب السوسي، والذي قاده بصفته رئيس أركان جيش الطيران.

يقود جيش الطيران رئيس أركان جيش الطيران، وهو الفريق أول محمد الحجام.

## التاريخ
أسست تونس فرع سلاح الجو عام 1959 بعد ثلاث سنوات من نيلها الاستقلال عن الاحتلال الفرنسي، فانطلق بناء جيش الطيران بفتح مكتب له في كتابة الدولة للدفاع الوطني مهمّته الأساسيّة انتداب وتكوين الإطارات، وبحلول سنة 1960، وبما أنّه لم يرث عن الجيش الفرنسي أيّ إطار كانت، ولادته أصعب من تلك التي عرفتها القوات البرية والبحرية. تركّزت العناية على تكوين الإطارات اللاّزمة لبعث النواة الأولى لهذا الجيش، فتم انتداب عديد الشبّان التونسيّين لإرسالهم إلى مدراس فرنسية ومغربية وسويدية قصد تكوينهم كضبّاط وآخرين كضبّاط صف.

استلمت تونس أولى طائراتها من السويد في 1960 وكانت ثمانية طائرات من طراز ساب 91 سفير، أضيف إليهم بعدها 7 طائرات أخرى من نفس النوع. دخل جيش الطيران في عصر الطائرات النفاثة في 1965 بشراء ثمانية طائرات من نوع إرماتشي إم بي 326 بي، أضيف إليهم خمسة من صنف إرماتشي إم بي 326 أل تي، وهي طائرات تدريب إيطالية ذات مقعدين. تحصل الجيش فيما بعد في 1969 خمسة عشر طائرة من نوع نورث أمريكان إف-86 سابر من القوات الجوية الأمريكية.

في 1974، تم تغيير طائرات ساب 91 سفير ب12 طائرة من طراز إرماتشي إس إف 260 واريورز و9 من طراز إرماتشي إس إف 260 سي للتدريب الأساسي. في 1977-1978، تسلمت القوات الجوية ثمانية إرماتشي إم بي 326 كا تي (ذات مقعد واحد) وذلك لأغراض الهجمات الخفيفة. في 1981، طلبت تونس 12 طائرة أمريكية من نوع نورثروب إف-5 تايغر 2 (8 أف 5 إي و4 أف 5 أف)، ثم تسليمهم في 1984-1985، أضيف إليهم بعد مدة 5 طائرات من نوع أف 5 إي متأتية من فائض طائرات القوات الجوية الأمريكية. في 1985، طلبت تونس طائرتين من نوع لوكهيد سي-130 هيركوليز. في 1995، تسلمت تونس 12 آيرو إل-39 ألباتروس وثلاثة ليت إل-410 تربوليت تشيكية الصنع. في 1997، تلق الجيش 5 طائرات لوكهيد سيء130 بي متأتية من فائض الطائرات الأمريكي.

في الثلاثي الأول من 2010، طلبت تونس طائرتين من لوكهيد مارتن سي-130 جيه سوبر هركيوليز. في أبريل 2013، تسلمت تونس الطائرة الأولى من شركة لوكهيد مارتن، لتصبح بذلك أول بلد أفريقي يتحصل على هذا النوع من الطائرات، بينما سلمت الطائرة الثانية في ديسمبر 2014. 

في ديسمبر 2015، أعلن عن تجديد 12 طائرة من طراز نورثروب إف-5 حتى نهاية 2018 بقيمة 32 مليون دولار أمريكي. في 2016، تسلمت تونس 8 مروحيات من نوع يو إتش-60 بلاك هوك. في 3 مايو 2016، تم الإعلان عن شراء 24 مروحية قتالية مستعملة من نوع أو إتش-58 كيوا أمريكية الصنع وذلك بقيمة 100.8 مليون دولار أمريكي.
يسعى جيش الطيران منذ أواخر سنة 2021 لتجديد أسطوله الجوي، وخاصة الطائرات المقاتلة بعد فقدان قطع الغيار لطائرات F5 وندرتها، وتقادم الطائرات المذكورة،
دخلت وزارة الدفاع الوطني في محاداثات مع الجانب الأمريكي لإقتناء سرب جوي من طائرات F16 عبر منطومة الشراء  FMS  الأمريكية، وسيتم في أواخر سنة 2026 إستلام الطائرات المذكورة، كذلك عبر الجانب التونسي عن إهتمامه بشراء الطائرات F18  المعادة للقوات الجوية الأمريكية من قبل القوات الجوية الكويتية.

## القواعد
توجد العديد من القواعد عسكرية كاملة على ذمة جيش الطيران وهي قاعدة سيدي أحمد الجوية والقاعدة الجوية البحرية بالخروبة وقاعدة رمادة الجوية والقاعدة الجوية بالعوينة والقاعدة الجوية بصفاقس إضافة إلى الأجزاء العسكرية لكل من مطار صفاقس طينة الدولي ومطار قابس مطماطة الدولي ومطار قفصة قصر الدولي،. كذلك مدرج مدرسة الطيران ببرج العامري تستعمله القوات الجوية في تدريب الطياريين المدنيين والعسكريين.

## التنظيم
القاعدة العسكرية بالعوينة (تونس العاصمة)
- السرب 12: طائرات النقل (ليت إل-410 تربوليت).

قاعدة سيدي أحمد الجوية
- السرب 11: طائرات التدريب (إرماتشي إم بي 326)
- السرب 15: الطائرات المقاتلة (نورثروب إف-5)
- السرب 21: طائرات النقل (لوكهيد سي-130 هيركوليز، إيريتاليا جي.222، إرماتشي إس 208)
- الوحدة الجوية 41: طائرات الاستطلاع ماول ام 7

القاعدة الجوية البحرية بالخروبة
- السرب 31: مروحيات النقل (إيروسباسيال ألويت الثالثة، بيل 205، يو إتش-1 إركويس)
- السرب 32 (يملك فرعا في المنستير): مروحيات النقل (إيروسباسيال ألويت 2، يوروكوبتر إيه إس 350، بيل 205، يو إتش-1 إركويس)
- السرب 33: مروحيات النقل (يوروكوبتر إيه إس 365 دوفين، يوروكوبتر إيه إس 350)
- السرب 36: مروحيات النقل (سيكورسكي إس-61)

مطار قفصة القصر الدولي
- السرب 16: طائرات التدريب (آيرو إل-39 ألباتروس)
- السرب ؟: مروحيات النقل (بيل 205، يو إتش-1 إركويس)

مطار صفاقس طينة الدولي
- السرب 13: طائرات المرافق والاتصال (إرماتشي إس إف 260)
- السرب 14: طائرات المرافق والاتصال (إرماتشي إس إف 260)
- السرب ؟: مروحيات النقل (بيل 205، يوروكوبتر إيه إس 350)

## الرتب العسكرية
|      |          |      |          |      |          |      |          |           |       |           |      |      |      |      |      |      |      |          |
| جندي | جندي أول | رقيب | رقيب أول | عريف | عريف أول | وكيل | وكيل أول | وكيل أعلى | ملازم | ملازم أول | نقيب | رائد | مقدم | عقيد | عميد | لواء | فريق | فريق أول |

## أسطول جيش الطيران
| الطائرات                     | صورة                       | بلد الأصل                     | في الخدمة     | النوع                       | الطراز                     | ملاحظات                                                                                      |
| طائرات مقاتلة                | طائرات مقاتلة              | طائرات مقاتلة                 | طائرات مقاتلة | طائرات مقاتلة               | طائرات مقاتلة              | طائرات مقاتلة                                                                                |
| ---------------------------- | -------------------------- | ----------------------------- | ------------- | --------------------------- | -------------------------- | -------------------------------------------------------------------------------------------- |
| F-16 viper                   | الصورة =F-16 June 2008.jpg | بلد الأصل =* الولايات المتحدة |               |                             |                            |                                                                                              |
| داسو ميراج إف1               | الصورة = Mirage-F1B.JPG    | بلد الأصل =* فرنسا            | 4             | طائرة مقاتلة                |                            |                                                                                              |
| نورثروب إف-5                 |                            | الولايات المتحدة              | 13            | F-16 viper                  | الصورة =F-16 June 2008.jpg | بلد الأصل =* الولايات المتحدة                                                                |
| F-5E Tiger II F-5F Tiger II  | 12 1                       |                               |               |                             |                            |                                                                                              |
| إل-59 سوبر ألباتروس          |                            | جمهورية التشيك                | 12            | طائرة مقاتلة/طائرة تدريب    | Aero L-59                  |                                                                                              |
| طائرات تدريب                 |                            |                               |               |                             |                            |                                                                                              |
| بيتشكرافت تي-6 تكسان الثانية |                            | الولايات المتحدة              |               | طائرة تدريب                 | T-6C II                    | 12 (في طور الشراء)                                                                           |
| إرماتشي إس إف 260            |                            | إيطاليا                       | 18            | طائرة تدريب                 | SF - 260                   |                                                                                              |
| إرماتشي إم بي 326            |                            | إيطاليا                       | 20            | طائرة تدريب                 | MB-326KT MB-326B MB-326LT  | 7 (مقعد واحد) 8 5                                                                            |
| طائرات نقل                   |                            |                               |               |                             |                            |                                                                                              |
| سي-130 هيركوليز              |                            | الولايات المتحدة              | 9             | طائرة نقل عسكري             | C-130B C-130H C-130E       | 6 21                                                                                         |
| سي-130 جيه سوبر هركيوليس     |                            | الولايات المتحدة              | 2             | طائرة نقل عسكري             | C-130J-30                  |                                                                                              |
| ليت ل-410                    |                            | جمهورية التشيك                | 5             | طائرة نقل عسكري             | L-410                      |                                                                                              |
| داسو فالكون 20               |                            | فرنسا                         | 1             | طائرة نقل عسكري             | Mystère 20                 |                                                                                              |
| مروحيات                      |                            |                               |               |                             |                            |                                                                                              |
| يو إتش-60 ام بلاك هوك        |                            | الولايات المتحدة              | 16            | مروحية هجومية متعددة المهام | UH-60M                     | معدلة لتحمل نظام التسليح Battle Hawk Kit 2 الهجومي سلمت 4 مروحيات في أوت 2017                |
| أو إتش-58 كيوا دي            |                            | الولايات المتحدة              | 24            | مروحية إستطلاع وهجوم        | OH-58D Kiowa Warrior       | وصلت أولى المروحيات إلى تونس في أوت 2016.                                                    |
| إيروسباسيال غازيل            |                            | فرنسا                         | 7             | مروحية هجومية               | SA 341 SA 342              | جميعها محدثة إلى SA 342                                                                      |
| إس أتش-3 سي كينغ             |                            | الولايات المتحدة              | 19            | مروحية استعمال عام          | HH-3 Pelican               |                                                                                              |
| يو إتش-1 إركويس              |                            | الولايات المتحدة              | 31            | مروحية استعمال عام          | UH-1H                      |                                                                                              |
| إيروسباسيال ألويت 2          |                            | فرنسا                         | 6             | مروحية خفيفة                | SA 318                     |                                                                                              |
| إيروسباسيال ألويت الثالثة    |                            | فرنسا                         | 3             | مروحية خفيفة                | SA 319                     |                                                                                              |
| بيل 205                      |                            | الولايات المتحدة              | 15            | مروحية متعددة الأغراض       | Bell 205                   |                                                                                              |
| بيل 212                      |                            | إيطاليا                       | 4             | مروحية استعمال عام          | Twin Huey                  |                                                                                              |
| بيل 412                      |                            | الولايات المتحدة              | 4             | مروحية استعمال عام          | 412                        |                                                                                              |
| يوروكوبتر إيه إس365 دوفين    |                            | فرنسا                         | 1             | مروحية استعمال عام          | AS 365                     |                                                                                              |
| يوروكوبتر إيه إس 350         |                            | فرنسا                         | 6             | مروحية استعمال عام          | AS 350                     |                                                                                              |
| يوروكوبتر إيه إس 350 الثانية |                            | فرنسا                         | 1             | مروحية استعمال عام          | AS 355                     |                                                                                              |
| هاغز 500                     |                            | الولايات المتحدة              | 1             | مروحية استعمال عام          |                            |                                                                                              |
| سيكورسكي إس-76               |                            | الولايات المتحدة              | 1             | مروحية استعمال عام          | S-76                       |                                                                                              |
| طائرة استطلاع                |                            |                               |               |                             |                            |                                                                                              |
| ماول ام 7                    | لا إطار                    | الولايات المتحدة              | 12            | طائرة مراقبة واستطلاع       | Maule MX-7-180B            | ترتبط بمنضومة تبادل للمعلومات داخل مركبات رباعية الدفع على الأرض                             |
| طائرة بدون طيار              |                            |                               |               |                             |                            |                                                                                              |
| إم كيو-1 بريداتور            | لا إطار                    | الولايات المتحدة              |               | طائرة بدون طيار             | MQ-1 Predator              | طائرات غير مملوكة ولكن مستخدمة من طرف جيش الطيران بالتعاون مع الولايات المتحدة الأمريكية     |
| العنقاء                      | لا إطار                    | تركيا                         |               | طائرة بدون طيار             | Anka-S                     | 6 منضومات تحت الطلب إضافة إلى 3 مراكز تحكم بصفقة قدرت ب240 مليون دولار                       |
| النسناس                      |                            | تونس                          |               | طائرة بدون طيار             |                            | حلقت في أكتوبر 1997 تحت اسم "اوسو"وفي أوت أغسطس 1998 تم تصنيع النموذج الأول لطائرة "النسناس" |
| جبل العسة                    |                            | تونس                          |               | طائرة بدون طيار             |                            |                                                                                              |